# Nawiedzony dwór
Nawiedzony dwór (ang. The Haunted Mansion, 2003) – amerykański film familijny w reżyserii Roba Minkoffa.

## Opis fabuły
Agent nieruchomości Jim Evers (Eddie Murphy) wraz z żoną Sarą i dziećmi otrzymuje niezwykle korzystną propozycję zakupu zabytkowej rezydencji w Luizjanie. Na zaproszenie ekscentrycznego właściciela, Edwarda Graceya, razem z dziećmi jadą obejrzeć dom. Okazuje się, że domostwo jest zamieszkane przez 999 duchów, a Sara związana jest z ciążącą nad nim klątwą.

## Obsada
- Eddie Murphy – Jim Evers
- Terence Stamp – Ramsley
- Nathaniel Parker – Master Gracey
- Marsha Thomason – Sara Evers/Elizabeth
- Jennifer Tilly – Madame Leota
- Wallace Shawn – Ezra
- Dina Spybey – Emma